# Krasnosnamenskoje (Kaliningrad, Slawsk)
Krasnosnamenskoje (russisch Краснознаменское, deutsch Klein Girratischken, 1935 bis 1945 Gronwalde) ist ein Ort in der russischen Oblast Kaliningrad. Er gehört zur kommunalen Selbstverwaltungseinheit Stadtkreis Slawsk im Rajon Slawsk.

## Geographische Lage
Krasnosnamenskoje liegt am Flüsschen Ossa (russisch: Osa) 17 Kilometer südlich der Kreisstadt Slawsk (Heinrichswalde) an der nordöstlichen Ortsgrenze von Bolschakowo. Durch den Ort verläuft die russische Fernstraße A 216 (einstige deutsche Reichsstraße 138, heute auch Europastraße 77) in Richtung Sowetsk (Tilsit). Die nächste Bahnstation ist Bolschakowo an der Bahnstrecke Kaliningrad–Sowetsk (Königsberg–Tilsit).

## Geschichte
Das ehemals Klein Girratischken genannte Dorf war vor 1945 ein weit verstreuter Ort. Am 8. Mai 1893 wurde er im Zuge der Vereinigung der Landgemeinden Gronwalde und Leidingsfelde zur Landgemeinde Klein Girratischken als zum Amtsbezirk Groß Skaisgirren zugehörig erwähnt. Dieser wurde 1939 in „Amtsbezirk Kreuzingen“ umbenannt und gehörte bis 1945 zum Kreis Niederung (ab 1938 Kreis Elchniederung) im Regierungsbezirk Gumbinnen der preußischen Provinz Ostpreußen.
Klein Girratischken hatte 1910 217 Einwohner. Ihre Zahl stieg bis 1925 auf 282, betrug 1933 noch 275 und belief sich 1939 auf 248. Am 4. September 1935 wurde Klein Girratischken in „Gronwalde“ umbenannt. In Kriegsfolge kam der Ort 1945 mit dem nördlichen Ostpreußen zur Sowjetunion.
Im Jahr 1947 wurde ein Ort „Krikljauken“, gemeint war vielleicht Neu Kriplauken, ein drei Kilometer nordöstlich von Klein Girratischken/Gronwalde gelegener Ort, der um 1900 vermutlich an Bersteningken/Eckwalde angeschlossen worden war, in „Krasnosmamenskoje“ umbenannt und gleichzeitig dem Dorfsowjet Bolschakowski selski Sowet im Rajon Bolschakowo zugeordnet. Ob Neu Kriplauken bzw. Bersteningken/Eckwalde nach 1945 wiederbesiedelt wurden, muss zunächst offenbleiben. Spätestens seit den 1970er Jahren befindet sich, wie Karten zeigen, der Ort Krasnosnamenskoje jedenfalls (ausschließlich) an der Ortsstelle Klein Girratischken/Gronwalde.
Seit 1963 gehört Krasnosnamenskoje zum Rajon Slawsk. Von 2008 bis 2015 gehörte der Ort zur Landgemeinde Bolschakowskoje selskoje posselenije und seither zum Stadtkreis Slawsk.

## Kirche
In Klein Girratischken resp. Gronwalde lebte vor 1945 eine fast ausnahmslos evangelische Bevölkerung. Das Dorf war in das Kirchspiel der Kirche Skaisgirren mit Pfarrsitz in Groß Skaisgirren (1938 bis 1946: Kreuzingen, heute russisch: Bolschakowo) eingegliedert, die zum Kirchenkreis Niederung (Elchniederung) innerhalb der Kirchenprovinz Ostpreußen der Kirche der Altpreußischen Union gehörte. Die Beziehung von Krasnosnamenskoje nach Bolschakowo ist auch heute noch gegeben, nachdem sich in den 1990er Jahren in Bolschakowo eine neue evangelisch-lutherischen Gemeinde etabliert hat. Sie ist eine Filialgemeinde innerhalb der Kirchenregion der Salzburger Kirche in Gussew (Gumbinnen) und ist Teil der Propstei Kaliningrad der Evangelisch-lutherischen Kirche Europäisches Russland.